# Persin
Persin är ett växtgift som finns som naturligt skydd i avokadoväxten. Giftet är generellt sett ofarligt för människor, men kan skada många tamdjur om det intas i större mängder.
Höga koncentrationer av persin hittas i avokadoväxtens blad och bark, men även i fruktens skal och kärna. Från kärnan läcker giftet ut även i fruktköttet. Hos människor har allergiska reaktioner rapporterats, men många tamdjur är känsligare för giftet och kan när de betar av blad och bark få i sig dödliga koncentrationer. Fåglar är särskilt känsliga för giftet, som är ett skydd hos avokadon mot framför allt insekter och svampangrepp.

## Medicinsk användning
Djurstudier har visat att persin kan leda till apoptos för vissa former av bröstcancerceller. Persin har dessutom en synergieffekt tillsammans med cellgiftet Tamoxifen. Ämnet har dock mycket dålig löslighet i vatten varför mer forskning behövs innan det kan komma i bruk som medicin.

## Etymologi
Namnet persin är härlett från avokadons släktnamn. Avokado heter på latin Persea americana.